# Stictoptera laba
Stictoptera laba är en fjärilsart som beskrevs av Embrik Strand 1917. Stictoptera laba ingår i släktet Stictoptera och familjen nattflyn. Inga underarter finns listade i Catalogue of Life.